# Vad (juridik)
Vad (ordet är besläktat med verbet vädja) var förr ett ordinärt och devolutivt rättsmedel, med vilket en part hos hovrätt sökte ändring i beslut av underrätt. I Rättegångsbalken, där det fanns bestämmelser angående sättet att fullfölja av talan mot underrätts beslut, angavs i vilka fall vad skulle användas. Detta var, med vissa undantag, dels vid överklagande av underrätts utslag i tvistemål av sådan beskaffenhet att de borde genom stämning anhängiggöras, dels vid talan mot underrätts utslag i vissa mål, som hörde till den extraordinära civilprocessen.
Enligt Rättegångsbalken skulle, då mål av underrätt avgjordes eller rätten dömde till värjemålsed, rätten i utslaget ange om fullföljande av talan däremot skulle ske efter vad eller genom besvär, det andra av de dåvarande båda rättsmedlen som kunde komma på fråga. Om någon ville klaga över annat av underrätt meddelat beslut, skulle rätten eller häradshövdingen på begäran meddela honom fullföljdshänvisning.
Vadeförfarandet, om vilket stadgades i Rättegångsbalken, inleddes med att den missnöjda parten med erläggande av en fastställd vadepenning, gjorde anmälan om, att han ville vädja; vilket skulle göras senast på den sjunde dagen från den dag utslaget gavs och gjordes hos rätten eller den, som var satt att på rättens vägnar mottaga dylik anmälan. Sedan vad erlagts, tecknades på utslaget bevis om detta med underrättelse om den tid, inom vilken den vädjande skulle inlämna vadeinlaga till hovrätten. Motparten skulle på begäran erhålla bevis om vadet och besked om inställelsetiden.
I ännu äldre tid begagnades även vad för att fullfölja talan från nedre till övre borgrätten (avskaffade år 1844), vilka båda hade sitt säte på Stockholms slott.
Begreppet vad utmönstrades helt ur Rättegångsbalken år 1994 och motsvaras numera vid fullföljande av talan från tingsrätt till hovrätt av överklagande.